# Varkaansaari (ö i Södra Savolax)
Varkaansaari är en ö i Finland. Den ligger i sjön Kermajärvi och i kommunen Heinävesi i den ekonomiska regionen  Nyslotts ekonomiska region  och landskapet Södra Savolax, i den sydöstra delen av landet, 300 km nordost om huvudstaden Helsingfors. Öns area är 4,9 hektar och dess största längd är 450 meter i öst-västlig riktning.